# Maledicció
La maledicció és l'acte d'imprecar, de desitjar un mal contra algú o alguna cosa, en utilitzar paraules amenaçadores amb una certa solemnitat o ritual. El maleïdor pot ser una divinitat o un ésser humà. La paraula prové del llatí maledictio (en grec antic κατάρα), «dir coses males» i tal com el seu contrari benedicció, el concepte rau en la idea del poder màgic de la paraula.
La maledicció és un element que es troba en moltes mitologies i religions. A la mitologia bíblica una de les més conegudes és la maledicció de Caín i tots els seus descendents per Déu, en la grega, el llinatge d'Èdip. En la literatura i el teatre i l'òpera, la maledicció —i els intents sovint vans per escapar a la maledicció— és un tema recurrent. Gramaticalment, solen ser oracions amb modalitat desiderativa amb el verb en subjuntiu o en futur. Exemples de malediccions populars: «mal menjador et mengi», «mal llamp t'arreplegui» o «Gaig ets i gaig seràs, i cada dia dues hores de febre passaràs».
S'utilitza també l'expressió de manera metafòrica quan una família, una cosa inànime, un edifici, sembla atreure dissort, com en el mite de la maledicció del Liceu, dels Kennedy… Una mítica maledicció sembla respondre a una necessitat popular de tenir una explicació causal senzilla i comuna per a una sèrie d'esdeveniments que no en tenen cap altre que l'atzar. Un fenomen parent és la profecia autocomplerta: el neguit i l'angoixa d'una persona que creu ser víctima d'una maledicció —i no la mateixa maledicció— poden ser factors que faciliten desgràcies. Al nivell psicològic, per al maleïdor la maledicció contribueix a alliberar la tensió en una situació on la víctima d'un presumit malifet se sent indefens.
La maledicció és diferent del destí al sentit que és un conjur màgic personalitzat contra una persona o objecte. Segons la concepció antiga, tothom té el seu destí, però no tothom és subjecte de malediccions. També és diferent de l'anatema cristià, que és una sentència jurídico-religiosa, per la qual una persona perd de iure tot els seus drets, bens i integritat personal dins una comunitat.
La superstició popular va atorgar poders especials de maledicció: el zíngars, les dones grans i pobres, les bruixes i d'altres persones marginades. En no conèixer l'explicació científica, o en refusar-la, mort de bestiar, malaltia d'infants o mala meteorologia, per exemple, eren atribuïts a l'efecte de malediccions presumides com venjança de refusar-les l'almoina. En van resultar sovint unes caceres de bruixes mortíferes, en certes regions de Catalunya fins a l'inici del segle xx.

## Ritus

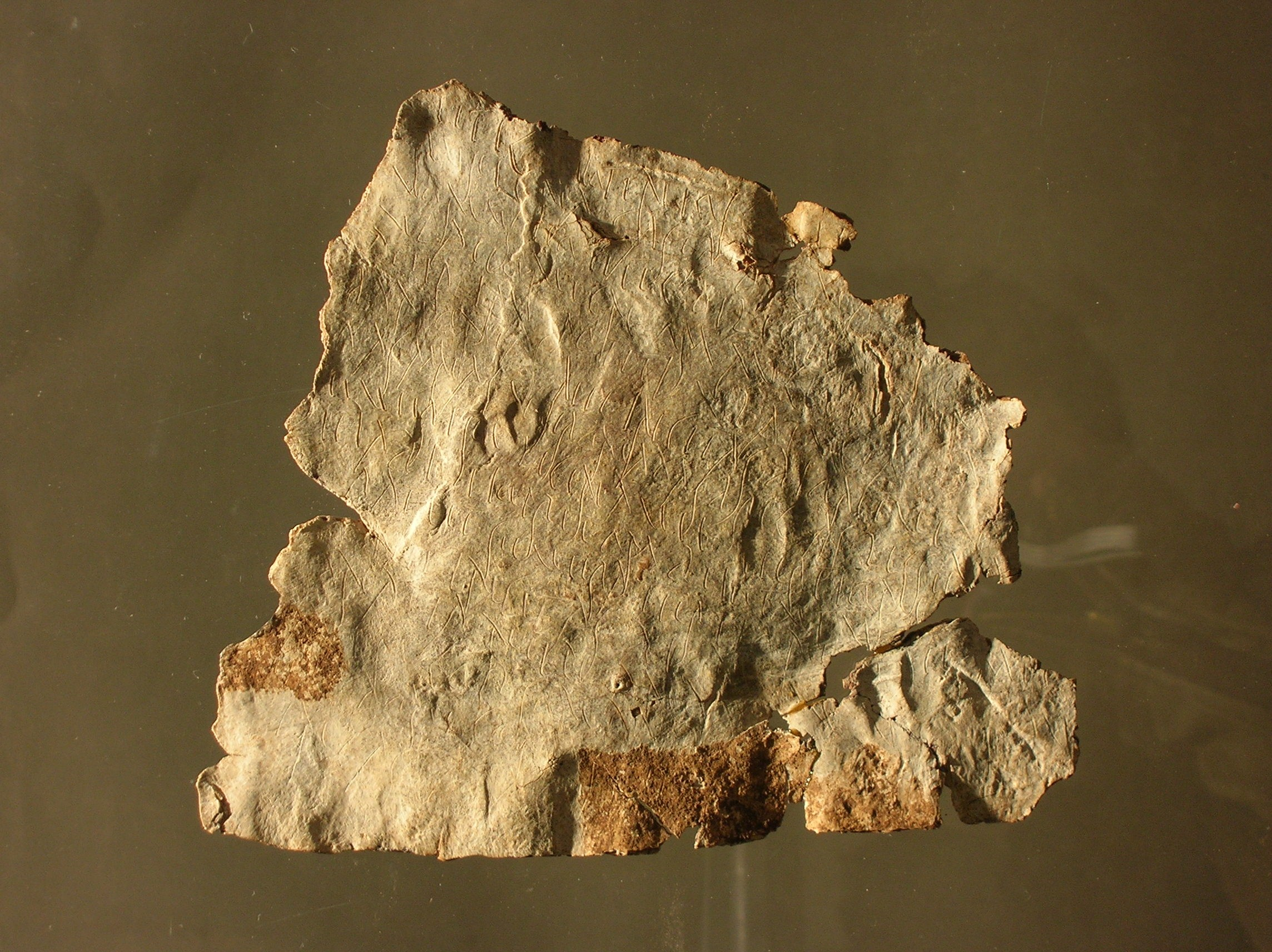
Tauleta de maledicció romana trobada a L'Espitalet de Larzac

Una forma especial són les malediccions punitives entre humans. En l'antropologia, es descriuen en moltes cultures ritus especials, sigui per pronunciar malediccions o per fer-les més eficaços, sigui per conjurar o aniquilar l'efecte d'una maledicció o de la tornar contra el mateix maleïdor. Sembla una reacció arquetípica de l'home, que vol castigar màgicament la persona (o l'objecte) causa d'un malifet quan no hi ha sistema jurídic, o quan la justícia per raons de classe o de poder, no és assequible.
Les malediccions a Grècia i Roma s'escrivien a unes tauletes fetes de plom o de cera. Normalment, invocaven l'ajut d'una força sobrenatural per acomplir un objectiu i eren col·locades en llocs considerats eficaços per a la seva activació com una tomba, un cementiri o una font sagrada. Amb freqüència, s'afegia la falta que havia comès la persona maleïda com un robatori, una infidelitat, una falta de respecte, etc. Els romans, els etruscs i els grecs practicaven amb relativa insistència aquesta mena de malediccions. Hòmer cita un tipus d'oficial religiós, un arèter (ἀρητηρ) o «maleïdor» que pronuncia entre d'altres, la maledicció de Crises.
Al vudú es creu que és possible fer mal una persona posant al seu camí alguns objectes prèviament maleïts, els quals s'activen quan la víctima passa per sobre d'ells.

## Exemples en la literatura i la història
En la categoria objectes maleïts hi ha moltes històries clàssiques: la filosa conjurada de La Bella Dorment, el ganivet en un poema de Nikos Kavadias en la seva obra Marabou: tothom qui el comprava acabava utilitzant-lo per assassinar una persona estimada. Les armes forjades per l'espaser japonès Muramasa portaven desgràcia i malastrugança. A més de les armes maleïdes, també n'hi ha de virtut, com l'espasa de Vilardell o Excàlibur.
Una de les malediccions de l'antiguitat clàssica més conegudes és la d'Èdip: Laios es va casar amb Iocasta i durant molts anys van intentar tenir un fill. Al no aconseguir el seu propòsit, va anar a visitar l'oracle de Delfos i li va dir que el fill que engendrés, el mataria. El que a la fi arribà, malgrat tots els esforços d'esquivar la maledicció.
En les malediccions cristianes, hi ha el mite antisemític del Jueu errant que hauria rebut una maledicció de Jesús de Natzaret per haver-lo pegat quan pujava al palau de Pilat, maleït per a mai trobar la pau d'espèrit ni la mort fins al retorn del Crist a la fi dels dies.
Al Tirant lo Blanc, es troba una de les primeres malediccions de la literatura catalana: la d'Eliseu, la donzella de l'Emperadriu, quan troba el jove Hipòlit al llit de la emperadriu i tem la venjança:
| «                                                | ¿Qui és aquest cruel qui tanta dolor ab si porta que prop de vós estiga? És rei no conegut? Prec al sobirà Déu que corona de foc al cap li veja jo posar. Si és duc, en carçre perpètua lo veja jo finar. Si és marquès, de ràbia les mans e los peus li veja jo menjar. Si és comte, de males armes dega morir. Si és vescomte, ab espasa de turc lo cap fins al melic lo veja jo en un colp partir. E si és cavaller, en fortuna vàlida, en la mar, tota pietat a part posada, en lo més fondo fine sos dies. E si en mi habitàs tanta virtut com posseïa la reina Pantasilea, jo el ne fera penedir, mas lo trist costum és dolre e plorar. | » |
| — Joanot Martorell, Tirant lo Blanc, capítol 262 | |   |

En les moltes malediccions que van inspirar l'òpera, Rigoletto de Giuseppe Verdi, del qual el títol original era La Maledizzione és emblemàtic així com la maledicció de Don Giovanni pel seu pare Don Diego en l'òbra de Wolfgang Amadeus Mozart.

### Cavall seià
Gneu Seu (en llatí Cnaeus Seius) era un cavaller romà que es considerava que tenia el millor cavall del seu temps (meitat del segle i aC).
Fou condemnat i executat per Marc Antoni vers el 48 aC i el seu cavall va passar a mans de Dolabel·la i més tard de Cassi, i els dos van morir de mort violenta, del que va derivar el proverbi ille homo habet equum Sejanum. (Aule Gel·li, 3.9.).

## Pelatges, marques i senyals del cavalls
En diverses poblacions amb gran tradició equina hi ha pelatges, marques i senyals tradicionalment associats a un bon (o dolent) comportament de l'animal.

### Cavall crema amb cua i crinera blanques
Molt estimat al Marroc. El contrari a Algèria.
{{cita|En Algérie, le cheval café au lait crins lavés est très méprisé, en général, et on le qualifie, notamment à Constantine, de « cheval jaune du Juif » sans que j'aie pu démêler à ... |La parure des chevaliers...}

### "Caballo argel"
| «                   | »Del hombre malo y del caballo argel, quien fuere cuerdo guárdese de el" | » |
| — Refrany castellà. |                                                                          |   |